# 崔鎮鎬
崔鎮鎬（韓語：최진호，1968年5月26日—），韓國男演員。

## 演出作品

### 電視劇
- 1996年：MBC《華麗的休假》
- 1997年：KBS《慾望的海洋》
- 2003年：SBS《太陽南邊》
- 2003年：MBC《大長今》
- 2004年：MBC《土地》
- 2007年：MBC《狗和狼的時間》
- 2007年：MBC《New Heart》飾演 英國前總理秘書室長
- 2010年：MBC《蒲公英家族》
- 2011年：KBS《烏鵲橋兄弟》飾演 金室長
- 2011年：SBS《城市獵人》飾演 Mr. Hodson (客串)
- 2012年：SBS《幽靈》飾演 譚思明
- 2013年：SBS《錢的化身》飾演 李觀修
- 2013年：SBS《欲戴王冠，必承其重－繼承者們》飾演 崔東旭
- 2014年：SBS《你們被包圍了》飾演 朴憴悟
- 2014年：tvN《詐欺遊戲》飾演 張局長
- 2015年：KBS《謝謝你，兒子啊》飾演 張亨俊
- 2015年：KBS《Assembly》飾演 趙雄奎
- 2015年：KBS《Oh My Venus》飾演 閔炳旭
- 2016年：KBS《武林學校》
- 2016年：SBS《Mrs. Cop 2》飾演 白鐘植
- 2016年：SBS《大撲》飾演 鄭希良/金正烈
- 2016年：SBS《浪漫醫生金師傅》飾演 都允宛
- 2017年：tvN《秘密森林》
- 2018年：OCN《火星生活》飾演 安民植
- 2018年：tvN《陽光先生》飾演 李世勳
- 2019年：MBC《Item》飾演 李韓吉
- 2019年：tvN《請輸入檢索詞WWW》飾演 周勝泰
- 2019年：tvN《60天，指定倖存者》飾演 金段
- 2019年：MBC《意外發現的一天》飾演 白大成
- 2020年：SBS《浪漫醫生金師傅2》飾演 都允宛
- 2020年：tvN《日與夜》飾演 孫旻虎
- 2021年：JTBC《怪物》飾演 韓基煥
- 2022年：KBS1《我眼裡的豆莢》飾演 金昌二
- 2023年：tvN《今生也請多指教》飾演 文政勳
- 2023年：SBS《7人的逃脫》飾演 具強才
- 2024年：tvN《因为不想吃亏》饰演 福奇镐

### 電影
- 2004年：《醜男大翻身》
- 2005年：《哥哥我愛你》飾演 醫生
- 2005年：《颱風太陽》飾演 金P.D.
- 2006年：《死生決斷》飾演 李長玖
- 2006年：《誘惑老闆100招》
- 2007年：《野蠻師生3之黑道業務員》
- 2008年：《我的新拍檔》
- 2008年：《好家伙、坏家伙、怪家伙》
- 2008年：《葡萄酒的故事》
- 2008年：《甜蜜的謊言》
- 2008年：《浪漫島嶼》飾演 面試官
- 2009年：《吻我，殺我》
- 2009年：《白夜行》飾演 金時厚
- 2009年：《田禹治：超時空爭霸》
- 2010年：《素食主義者》
- 2010年：《看見惡魔》飾演 企劃局長
- 2011年：《熔爐》飾演 檢察官
- 2012年：《R2B：返回基地》飾演 聯合部隊司令部
- 2012年：《神偷大劫案》飾演 衛鵬的手下
- 2013年：《恐怖直播》飾演 李相鎮
- 2014年：《好朋友們》飾演 申伊秀
- 2014年：《殺手面前的老人》
- 2015年：《江南1970》飾演 朴昇九
- 2016年：《來見我》飾演 張亨植
- 2016年：《我的新野蛮女友》飾演 金專務
- 2018年：《人狼》飾演 總統府秘書 朴正基
- 2019年：《姊姊》飾演 朴永春
- 2020年：《劍客》飾演 李木遙
- 2020年：《特務搞飛機》飾演 國情院長
- 2021年：《第8夜》飾演 金濬徹

## 外部連結
- 崔鎮鎬在NAVER上的资料
- 崔鎮鎬在韩国电影数据库（KMDb）上的資料（韓語）
- 崔鎮鎬在互联网电影资料库（IMDb）上的資料（英文）
- 崔鎮鎬在HanCinema的頁面（英文）